# Naraka (buddhismus)

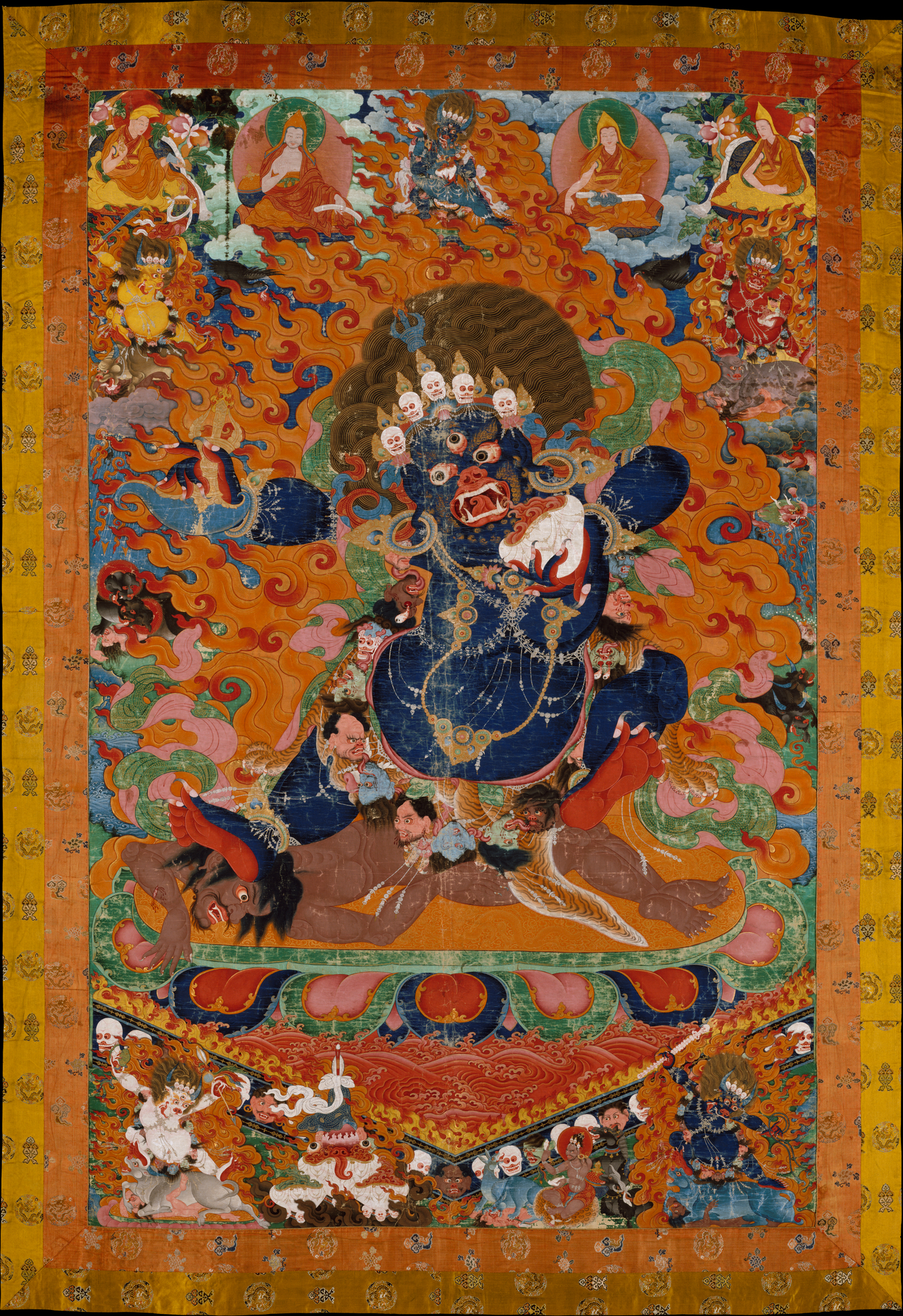
Vyobrazení Jamy v tibetském buddhismu

Naraka (sanskrt नरक; páli निरय Niraya) je termín z buddhistické kosmologie, jemuž se přisuzuje význam „pekla“ (nebo také „pekelného světa“). V křesťanské mytologií se můžeme setkat i s pojmem „očistec“. Naraka je blízce příbuzná s pojmem Ti-jü (pinyin: diyu; zjednodušené znaky: 地狱), jenž značí peklo v čínské mytologii. Naraka se od křesťanského pojetí pekla liší ve dvou aspektech: za prvé, důvodem, proč se bytost ocitla v Narace, není Božský soud, ale následky špatné karmy - zlých činů spáchaných samotným člověkem; za druhé, délka pobytí bytostí v Narace není věčná, přesto to může být v případě vážných provinění neuvěřitelně dlouhá doba, od sta milionů až po sextiliony (1021) let.
Peklo je součástí Samsáry, nekonečného kola znovuzrození. Samsára znázorňuje koloběh života, který je také symbolizován 6 světy, do nichž se může bytost reinkarnovat: Říše bohů, Svět Asurů, Svět zvířat, Svět lidí, Svět hladových duchů a Svět pekla.
Celé kolo Samsáry objímá Mára, také nazýván Pán smrti. Často je spojován s Jamou, Pánem pekla, který je vyobrazován jako král a zároveň soudce ve světě Naraka. V pekelném světě se nachází pekelní démoni, již představují pekelné bytosti, pekelné mučitele. Jejich hlavním úkonem je trýznit bytosti pobývající v pekle.
Bytost přichází do pekelného světa na základě svých činů (karmy). Pobývá zde po omezenou dobu, dokud karma nedosáhne svého úplného naplnění. Po spotřebování karmy se bytost znovu narodí (inkarnuje), zpravidla do světa zvířat nebo lidí.
Fyzicky jsou pekelné světy Naraka brány za několik sérii jeskynních vrstev, jež se rozprostírají v hloubkách země pod světem Jambudvípa (svět obyčejných lidí). Existuje mnoho systémů, které popisují způsob mučení a také množství pekelných světů Naraka. Teorie Abhidharmakóša (součást buddhistických textů Abhidharma) je kořenem nejznámějšího systému rozdělení a funkce světa Naraka. Zde je Naraka rozdělena na 8 studených pekel a 8 žhavých pekel.
Dévadúta sutta, 130. rozmluva ze souboru buddhistických děl Madždžhima-nikája, detailně popisuje Buddhovo učení o pekle.